# مهسا هاشمی
مهسا هاشمی (زاده ۱۸ فروردین ۱۳۷۷) بازیگر سینما و تلویزیون ایرانی است. او فعالیت هنری خود را از سال ۸۳ آغاز کرد.

### سینمایی
| ردیف | عنوان               | کارگردان         | سال تولید |
| ---- | ------------------- | ---------------- | --------- |
| ۱    | اورامان             | رضا ایرانمنش     | ۱۳۸۵      |
| ۲    | بهار قبل و بعد      | شاهد احمدلو      | ۱۳۸۶      |
| ۳    | خیابان بیست و چهارم | سعید اسعدی       | ۱۳۸۷      |
| ۴    | ماخونه نیستیم       | شاهد احمدلو      | ۱۳۸۸      |
| ۵    | گل نرگس             | حسین بابائیان    | ۱۳۸۹      |
| ۶    | شیفت بعدی           | ژرژ هاشم‌زاده     | ۱۳۸۹      |
| ۷    | آرش پدر زن          | حسین بابائیان    | ۱۳۹۰      |
| ۸    | شکسته               | حجت قاسم‌زاده     | ۱۳۹۱      |
| ۹    | چهل                 | سعید جلیلی       | ۱۳۹۱      |
| ۱۰   | سال تحویل           | حسین قناعت       | ۱۳۹۲      |
| ۱۱   | غریبه‌ها             | محسن یوسفی       | ۱۳۹۳      |
| ۱۲   | شرم گفتن            | حسین بابائیان    | ۱۳۹۴      |
| ۱۳   | دلبری               | سیدجلال اشکذری   | ۱۳۹۳      |
| ۱۴   | اگوست               | ماریا ماوتی      | ۱۳۹۵      |
| ۱۵   | بیست و یک روز بعد   | محمدرضا خردمندان | ۱۳۹۶      |
| ۱۶   | ماهی و برکه         | علی براتی        | ۱۳۹۷      |

### تلویزیون
| ردیف | نام مجموعه                | کارگردان        | سال تولید |
| ---- | ------------------------- | --------------- | --------- |
| ۱    | راه و بیراه               | سپهر محمدی      | ۱۳۸۵      |
| ۲    | سرزمین مادری              | کمال تبریزی     | ۱۳۸۷      |
| ۳    | وضعیت سفید                | حمید نعمت‌الله   | ۱۳۸۸      |
| ۴    | گمشده                     | راما قویدل      | ۱۳۸۹      |
| ۵    | یک روز قبل                | صادق کرمیار     | ۱۳۸۹      |
| ۶    | بچه‌ها نگاه می‌کنند         | حمیدرضا صلاحمند | ۱۳۸۹      |
| ۷    | شاید برای شما اتفاق بیفتد | احمد معظمی      | ۱۳۹۰      |
| ۸    | زندگی ارمغان خداست        | حبیب‌الله بهمنی  | ۱۳۹۱      |
| ۹    | یک لحظه دیرتر             | راما قویدل      | ۱۳۹۱      |
| ۱۰   | همهٔ بچه‌های ما             | تاجبخش فنائیان  | ۱۳۹۲      |
| ۱۱   | سایبری                    | احمد معظمی      | ۱۳۹۳      |
| ۱۲   | آرام می‌گیریم              | روح‌الله سهرابی  | ۱۳۹۴      |
| ۱۳   | دیوار شیشه ای             | نوید میهن دوست  | ۱۳۹۴      |
| ۱۴   | چرخ و فلک                 | بهرام عظیم پور  | ۱۳۹۵      |
| ۱۵   | کوبار                     | فریدون حسن پور  | ۱۳۹۶      |
| ۱۶   | بازی نقابها               | سیروس حسن پور   | ۱۳۹۷      |
| ۱۷   | سرگذشت                    | جمال حاتمی      | ۱۳۹۸      |
| ۱۸   | بوی باران                 | محمود معظمی     | ۱۳۹۸      |
| ۱۹   | سلام آقای مدیر            | علیرضا توانا    | ۱۳۹۸      |
| ۲۰   | چشم‌بندی                   | شاهد احمدلو     | ۱۴۰۱      |

### فیلم کوتاه
| ردیف | عنوان                          | کارگردان     | سال تولید |
| ---- | ------------------------------ | ------------ | --------- |
| ۱    | لبخند بزن میخوام ازت عکس بگیرم | مصطفی عرفانی | ۱۳۸۴      |

- برنده دیپلم بهترین بازیگر نوجوان در بیست هشتمین جشنواره بین‌المللی فیلم کودک و نوجوان[۸]
- بهترین بازیگر نوجوان تحسین شده توسط هیئت داوران در سی امین جشنواره بین‌المللی فیلم کودک و نوجوان[۹]